# Fachwerkscheune (Radelübbe)

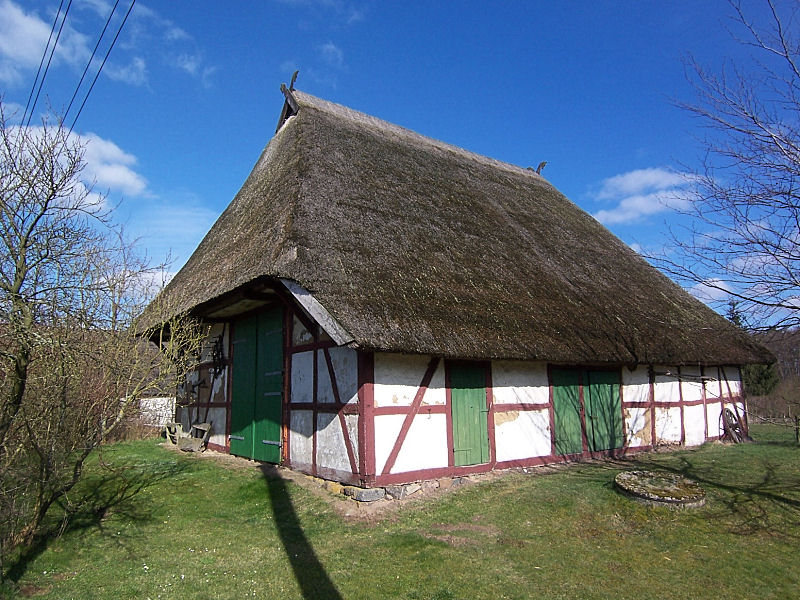
Fachwerkscheune in Radelübbe

Die Fachwerkscheune in Radelübbe, einem Gemeindeteil von Bandenitz im Landkreis Ludwigslust-Parchim in Mecklenburg-Vorpommern, wurde im 19. Jahrhundert errichtet. Die Scheune an der Ringstraße 21 ist ein geschütztes Baudenkmal
Der eingeschossige Fachwerkbau mit einem Fundament aus Naturstein wird von einem Walmdach mit Schilfdeckung abgeschlossen.  